# Grup Escolar Renaixença (Manresa)
El Grup Escolar Renaixença és una escola del municipi de Manresa (Bages) amb un edifici racionalista protegit com a bé cultural d'interès local.

## Edifici
És un edifici marcat per les noves idees racionalistes i constitueix, de fet, l'obra més important de l'autor. És una edificació de quatre plantes, més una planta soterrani per a les instal·lacions. Està ordenat estructuralment segons el criteri basat en tres crugies paral·leles, orientades en direcció sud-est per l'aprofitament màxim del sòl. Les aules s'ubiquen a la primera crugia, que dona a la façana principal, i és de 6,4 m. En una segona crugia -central- de 3 m. hi ha el nucli de circulacions que dona accés a les diferents dependències. A la tercera crugia, de 4,75 m., amb façana a la part posterior, s'hi troba un conjunt de peces funcionalment auxiliars per a l'activitat de l'edifici o serveis. L'edificació respon a criteris constructius considerats com a tècniques bàsiques en l'edificació actual i, per tant, hi ha una estructura de formigó armat. Els tancaments són de maó i les façanes, arrebossades i pintades, no fan cap concessió a l'ornamentació.
L'edifici fou projectat l'any 1932 per Pere Armengou i Torra, arquitecte municipal de Manresa, i inaugurat el 1934. El col·legi "Renaixença" és l'obra més important d'aquest arquitecte; aquest mateix va ser l'autor del disseny de la part del mobiliari de l'escola, seguint els criteris proposats per la Bauhaus. Posteriorment, cap al 1968, es portaren a terme una sèrie d'intervencions que, malgrat que modificaren substancialment l'obra, en respectaren l'esperit inicial.